# Ardisia baracoensis
Ardisia baracoensis là một loài thực vật có hoa trong họ Anh thảo. Loài này được (Britton & P.Wilson) Alain mô tả khoa học đầu tiên năm 1955.